# Municipio Chapultepec
Koordinaten: 19° 12′ 0″ N, 99° 33′ 36″ W
Chapultepec ist ein Municipio im mexikanischen Bundesstaat México. Es gehört zur Zona Metropolitana del Valle de Toluca, der Metropolregion um Toluca de Lerdo.
Das Municipio hatte beim Zensus 2010 9.676 Einwohner, die Fläche beläuft sich auf 12,6 km². Der Sitz der Gemeinde und dessen größter Ort ist das gleichnamige Chapultepec; ein weiterer größerer Ort im Municipio ist Unidad Habitacional Santa Teresa.

## Geographie
Chapultepec liegt im westlichen Teil des Bundesstaates México, etwa 10 km südöstlich von Toluca de Lerdo.
Das Municipio Chapultepec grenzt an die Municipios Mexicaltzingo, Metepec, San Mateo Atenco, Tianguistenco und Calimaya.